# Harmony Cats (álbum de 1978)
Harmony Cats é um álbum do grupo Harmony Cats, lançado em 1978. Trata-se do segundo do grupo que era então formado por Cidinha, Rita Kfouri, Juanita, Maria Amélia e Vivian.
O álbum obteve ótimo desempenho comercial e teve canções que entraram para trilhas sonoras de novela.

## Produção e lançamento
Após a boa recepção do álbum e dos compactos anteriores, que renderam discos de ouro no Brasil, o grupo continuou a investir na música disco, dessa vez em um LP que contava com oito faixas, sendo seis delas medleys que juntos tinham cerca de quarenta canções. O disco foi precedido pelo compacto Every Night Fever e algumas das músicas foram incluídas.
A faixa "Dancin' Days Medley" é um cover de músicas do filme Saturday Night Fever, de 1970, cuja trilha vendeu mais de 40 milhões de cópias no mundo, e trazia canções de vários artistas, como o grupo Bee Gees. O cover foi solicitado pela Rede Globo, a fim de baratear os custos com direitos autorais, o medley foi incluído na trilha sonora da novela Dancin' Days, lançada em 1978. A trilha vendeu mais de um milhão de cópias no Brasil, o que superou o recorde anterior que pertencia a trilha sonora (nacional) da novela Estúpido Cupido.

## Recepção
O álbum obteve ótima recepção crítica e comercial sendo indicado por Wilson Cunha, da revista Manchete, como um dos melhores lançamentos fonográficos daquele ano.

## Relançamento
Após mais de 30 anos do lançamento original (em LP e K7) foi relançado em 2018, pelo selo independente Discobertas, no formato CD.

## Lista de faixas
- Créditos adaptados do encarte do LP Harmony Cats.[8]

| N.º | Título                                      | Compositor(es)                     | Duração |  |
| 1.  | "Medley: Creedancin'"                       | John Fogerty H. Ledbetter          |         |  |
| 2.  | "Medley: Let's Creedancin' Again"           | John Fogerty Robert Blackwell      |         |  |
| 3.  | "Medley: Per Discotecare"                   | Vários Compositores                |         |  |
| 4.  | "You Make Me Feel Feliz Feliz"              | Anthony Steve MacLean              |         |  |
| 5.  | "Dancin' Days Medley"                       | Barry Gibb Maurice Gibb Robin Gibb |         |  |
| 6.  | "Medley: That's Entertainement"             | Vários Compositores                |         |  |
| 7.  | "To Sorrendo"                               | O'Brian Bais Capogh Rofemi         |         |  |
| 8.  | "Medley: Yes, We're Gonna Have A Good Time" | Vários Compositores                |         |  |